# Kisiwani (Kilimangiaro)
Kisiwani è una circoscrizione mista (mixed ward) della Tanzania situata nel distretto di Same, regione del Kilimangiaro. Conta una popolazione di 9 309 abitanti (censimento 2012).